# Station Kaitum
Station Kaitum is een spoorwegstation in de Zweedse plaats Kaitum. Het station ligt aan de Malmbanan.
Op dit station wordt alleen gestopt op verzoek. Bij het instappen is de passagier zelf verantwoordelijk voor het attenderen van de machinist op aanwezigheid.

## Verbindingen
| Serie | Treinsoort                           | Route                                                                           | Bijzonderheden                               |
| ----- | ------------------------------------ | ------------------------------------------------------------------------------- | -------------------------------------------- |
| 30    | Intercity / Stoptrein (SJ / Norrtåg) | Luleå – Boden – Gällivare – Kaitum – Kiruna – Björkliden – Riksgränsen – Narvik | Stopt op sommige stations alleen op verzoek. |